# Talca
Talca je město ve středním Chile, centrum převážně zemědělského regionu Maule a stejnojmenné provincie, jedno z největších měst v chilském centrálním údolí. V roce 2012 zde žilo 200 000 obyvatel, v celé obci (comuna) pak 235 000 obyvatel.

## Historie
Město založil v roce 1742 tehdejší gubernátor Chile José Manso de Velasco. Název pochází z jazyka mapudungun a znamená „místo hromu“. V témže roce se blízko města narodil přírodovědec Juan Ignacio Molina. Talca nabyla na významu v období boje za nezávislost; v roce 1818 zde Bernardo O'Higgins podepsal akt nezávislosti Chile; v příslušném domě je dnes O'Higginsovské muzeum. Další růst přišel v 2. polovině 19. století. V roce 1928 bylo město zničeno silným zemětřesením a navíc ztrácelo význam během hospodářské krize a současné centralizace země. Další velké zemětřesení postihlo region v roce 2010.
Městem prochází hlavní trať ze Santiaga na jih a odbočuje zde úzkorozchodná trať do přístavu Constitución, poslední dosud provozní regionální trať v zemi.